# Allmovie
AllMovie (abans All Movie Guide) és una base de dades comercial que conté informació sobre actors de cinema, pel·lícules i programes de televisió. Va ser fundada pel documentalista de la cultura popular Michael Erlewine, qui també fundà AllMusic i AllGame.
Les dades d'AllMovie són accessibles a la seva web: allmovie.com. També està disponible a través de AMG LASSO, servei de reconeixement de mitjans de comunicació, el qual automàticament reconeix DVDs. És un producte d'All Media Network (abans All Media Guide i després AllRovi), que també inclou AllMusic i AllGame.

## Història
All Movie Guide va ser fundada pel recopilador de cultura popular Michael Erlewine, el qual també va fundar All Music Guide i All Game Guide.
La base de dades AllMovie va ser llicenciada a desenes de milers de distribuïdores i minoristes de punts de venda, pàgines web i quioscos. Aquesta base de dades és omnicomprensiva, inclou informació bàsica dels productes audiovisuals, crèdits d'interpretació i producció, sinopsis de l'argument, crítiques professionals, biografies, enllaços entre dades, entre d'altres.
Al novembre de 2007, Rovi Corporation (llavors anomenada Macrovision) va adquirir AMG per un import publicat de 72 milions de dòlars.
Rovi va vendre els llocs web per al consumidor d'AMG allmusic.com, allmovie.com i allgame.com l'agost del 2013 a All Media Network, LLC, empresa integrada pels fundadors originals de SideReel i Mike Ackrell, l'inversor d'Ackrell Capital.
A l'abril de 2015, Blinkx va adquirir All Media Network per un import no revelat, incloses les propietats web Sidereel.com, Allmusic.com i Allmovie.com. A l'abril de 2015, Blinkx va unificar les seves marques amb el nom de RhythmOne. El juny de 2016, Blinkx plc va canviar el seu nom per RhythmOne plc i va començar a negociar com a RhythmOne plc a la borsa de Londres. El desembre de 2016, RhythmOne va adquirir la companyia de recompenses mòbils Perk.com, amb seu a Austin, Texas. El juny de 2017, RhythmOne va adquirir actius i 200 empleats de RadiumOne. Al setembre de 2017, RhythmOne va adquirir YuMe Inc. per 185 milions de dòlars. A l'abril de 2019, RhythmOne va ser adquirida per Taptica International, una empresa de tecnologia publicitària amb seu a Israel.
Les oficines de RhythmOne es troben a San Francisco, Califòrnia i a Londres, Anglaterra.

## Components i funcions

### Descobrir
AllMovie presenta una opció que permet explorar el seu llistat de pel·lícules, categoritzades segons gènere, estat d'ànim o tema.

#### Gènere
Els 21 gèneres disponibles estan organitzats alfabèticament, des d'acció fins a western. Cadascun d'ells va acompanyat per una imatge representativa i de dos o tres exemples de títols que hi pertanyen. S'inclouen els gèneres principals, com drama, comèdia i terror, i d'altres més específics, com pel·lícula d'espies o cinema bèl·lic.
Dins de cada gènere, un cop a la pàgina corresponent, es troba una explicació de les seves característiques, el conjunt de pel·lícules que hi pertanyen, els subgèneres relacionats, un apartat de Most Viewed i un accés ràpid a la cerca avançada.

#### Tema
En aquesta secció es poden explorar els diferents temes argumentals de les pel·lícules. Com es tracta d'un aspecte molt concret i específic, existeix una gran varietat molt diversa, per tant AllMovie ofereix un llistat de 405 temes: robatoris de bancs, alienígenes benignes, experiments que acaben malament, crisis de la mitjana edat, animals que parlen, etc.
La pàgina està estructurada com l'antiga Moods, amb el tema destacat i un accés ràpid als estats d'ànim més visitats.

#### Col·leccions
Col·leccions inclou totes les agrupacions de títols que pertanyen a una mateixa saga o que s'inclouen en un sol univers. Hi ha més de dues-centes col·leccions, no actualitzades, però, en els útlims anys.
Estat d'ànim (Moods) Arxivat 2019-10-17 a Wayback Machine.
AllMovie Moods va ser una secció que feia referència a les emocions o sentiments generals que pot provocar una pel·lícula.
Aquesta categoria també incloia el Featured Mood, on es destacava un dels estats d'ànim durant un temps determinat, incloent-hi una breu explicació. A la part dreta de la pantalla es podia accedir directament als temes més visitats.

### Articles
Aquesta secció és on es troben les ressenyes de les pel·lícules que s'estrenen, les llistes, notícies i recomanacions de films disponibles online.
Els apartats de Features i Reviews tenen exactament el mateix contingut. Les ressenyes estan ordenades de més recent a més antiga, i hi podem trobar moltes de les pel·lícules que encara estan en cartellera. A la part dreta de la pantalla es troba l'apartat Popular in the community, on es poden llegir alguns comentaris que altres usuaris han fet.
Un cop s'entra en algun dels articles, es pot llegir la valoració sencera, saber qui és l'autor i veure quina qualificació li ha posat a la pel·lícula. Més a baix hi ha una secció de comentaris, i a la dreta, un apartat d'articles relacionats.
A la secció de Lists, es publiquen llistes fetes pels editors d'AllMovie, sobre les millors pel·lícules i personatges de ficció. La llista més recent és de desembre de 2014, s'ha deixat d'actualitzar aquest apartat. També s'ha deixat d'actualitzar Watch online, on es feia un recull dels millors films disponibles per veure en línia durant aquella setmana. No té cap publicació des de 2014.
L'apartat de notícies tampoc s'actualitza gaire. Sobretot es pot trobar informació sobre gales de premis. Només hi ha una o dues publicacions a l'any.

### Cerca avançada
AllMovie presenta, a més de l’opció de poder realitzar una cerca simple a fi de trobar els títols directament, una opció de cerca avançada bastant completa i exhaustiva. Es poden aplicar una gran varietat de filtres diferents a les cerques. Amb aquests paràmetres aplicats, els resultats que AllMovie proporciona són molt més precises i més adients per a les necessitats informatives de l'usuari.
Ofereix igualment la possibilitat de combinar una veritat de paràmetres que acoten els resultats de manera considerable. Amb els seus sis filtres es pot precisar la data d’estrena, el gènere a que pertanyen, la qualificació de la MPAA (Motion Picture Association of American film rating system) i la durada exacta que es vol que tingui el títol. També es poden seleccionar la qualificació dins la propia plataforma i el temes de què tracten.
Un cop es realitza la cerca, aquesta no s'obre una nova pestanya, sinó que els resultats apareixen directament a la mateixa pàgina. Aquests resultats es poden ordenar segons l'any que van sortir, alfabèticament o segons la seva valoració. Les pel·lícules també es filtren utilitzant els operadors booleans AND/OR.

### Informació sobre les pel·lícules
La funció principal d’AllMovie és informar sobre qualsevol tipus de pel·lícula, sèrie, actor, director o qualsevol persona involucrada en la indústria cinematogràfica. Per això, un dels seus components principals són les dades que el lloc web proporciona sobre allò de què volem ampliar els nostres coneixements.

#### Sinopsi
Si es fa clic sobre qualsevol pel·lícula, el primer que apareix sobre la mateixa és una sinopsi de la qual es permet conèixer l'autor, atès que el seu nom sempre figura al costat del títol.

#### Qualificacions de la pel·lícula
En la zona superior es poden trobar les dades pròpies de la cerca avançada: la qualificació segons el gènere i el subgènere, la data d'estrena, el temps de durada, l'índex d'audiència MPAA i la valoració del film per part tant d’AllMovie com dels diferents usuaris. Més a baix, just després de la sinopsi, es troba la qualificació de la pel·lícula respecte als temes que aquesta tracta, els estats anímics que apareixen i les paraules clau que poden resultar d'utilitat per a buscar el títol.

#### Tràiler
Sota la fotografia del cartell de la pel·lícula es localitza l'opció de visualitzar el tràiler. Amb tan sols fer clic sobre aquesta pestanya s'obre el vídeo del tràiler, que es començarà a reproduir automàticament.

#### Galeria fotogràfica
Prop del tràiler es troba la galeria fotogràfica, en la qual no sols s'emmagatzemen fotogrames de la pel·lícula, sinó que també sol haver-hi imatges de cartells promocionals o logotips d'aquesta.

#### Ressenyes
AllMovie facilita una ressenya o resum més extens de la pel·lícula que inclou una crítica o opinió de qui l'ha redactat, el nom del qual torna a aparèixer al costat del títol.

#### Repartiment i equip
Proporciona el nom de tots els actors que han participat en el film, així com de tot el personal involucrat en la seva creació.

#### Estrenes
L'apartat d’estrenes proporciona tota la informació disponible sobre els llançaments en sales i en plataformes d’streaming. Prèviament es podien veure les estrenes en Blu-ray i DVD.

#### Relacionat
S'hi inclouen les recomanacions de tots aquells films que puguin estar relacionats sobre la pel·lícula de la qual ens estem informant, de manera que resultarà molt més senzill trobar altres similars.

#### Showtimes
AllMovie Guide posava a la disposició dels usuaris informació sobre els showtimes, és a dir, les dates i els horaris de projecció del film als cinemes més pròxims a la zona en la qual es viu. Aquesta opció, no obstant això, es trobava disponible per a la població dels Estats Units i actualment s'inclou dins de l’apartat d’estrenes.

### Descobreix noves pel·lícules
AllMovie compta amb un apartat de discover que pot servir com a alternativa a la cerca avançada. És una manera de descobrir nous films segons el seu gènere que apareixen en ell o els temes que es tracten.
Fent clic sobre aquesta funció, que es troba en la barra de navegació superior, es despleguen tota una sèrie de llistes de diferents gèneres i temes. Si es desitja, per exemple, explorar les pel·lícules de ciència-ficció emmagatzemades en la base de dades, s'ha de fer clic sobre l'etiqueta en la qual apareix aquest gènere en concret i d'aquesta manera aconseguirem que tots els resultats de pel·lícules que se'ns mostren siguin exclusivament sobre films pertanyents a aquest gènere. A més, s'ofereix una descripció sobre el tipus de pel·lícules que hem decidit explorar, la qual cosa permet informar-se sobre el tipus de produccions que es troben a continuació sense necessitat de recórrer a una font externa.

### Recomanacions personalitzades
Les recomanacions personalitzades d’AllMovie són un component de la base de dades que ofereix als usuaris la possibilitat de rebre suggeriments sobre pel·lícules que, amb base en les cerques i les puntuacions prèviament realitzades, puguin resultar del seu gust.
Mitjançant aquesta opció, AllMovie Guide emmagatzema les nostres dades quant a consultes i valoracions amb la intenció de trobar coincidències amb pel·lícules similars i d'aquesta manera poder oferir-nos un ventall de resultats que s'adeqüin en grau més alt a les nostres expectatives. No obstant això, aquesta funció no pot ser utilitzada per qualsevol persona que accedeixi a la base de dades, sinó que requereix la creació d'un compte personal en AllMovie (la qual cosa no implica cap mena de pagament). En cas de no tenir un compte, el lloc web no permet valorar i puntuar les pel·lícules i, per tant, la base de dades no és capaç de buscar les recomanacions que més s'ajusten als gustos i preferències de cada usuari.